# Bataclana
La palabra Bataclana es un término típico asociado a la revista porteña que apareció en los años 1920, tras la llegada a Buenos Aires de la compañía teatral parisina Bataclan. 

## Etimología
En los espectáculos, las coristas vestían con escasa ropa y se las relacionaba con una vida disipada, lo que provoca que a las mujeres de vida liviana se las llamara despectivamente “bataclanas”.

## En otros medios
En 1927, los autores uruguayos Víctor Soliño y Roberto Fontaina componen en Montevideo la letra del tango Garufa y Juan Antonio Collazo la música; dicha letra hace mención a la palabra "bataclana".
En 1941, la actriz argentina Niní Marshall protagoniza la película Yo quiero ser bataclana.
El término "bataclana" también es usado para describir un tipo de música que no se ciñe a un género específico. Se utilizó por primera vez con esta definición en 2011 en el Instituto Popular de cultura de la ciudad de Cali, Colombia, debido a la necesidad de definir el tipo de música que diversas agrupaciones nacientes crearon en su producción musical fusionado diversos géneros del mundo. "Al igual que las bataclanas nuestra música no se ve limitada ni supeditada a un género, hacemos lo que nos gusta y lo que le gusta a ustedes".
En 2014, hubo una polémica en la política argentina a raíz de que Carlos Kunkel criticara a su a Jésica Cirio. Mimí Pons reivindica el obsoleto término en el programa Showmatch, en cuyo certamen Bailando por un sueño participaba Jésica Cirio.